# Arros-de-Nay
Pour les articles homonymes, voir Arros (homonymie).
Arros-de-Nay [aʁɔs də naj] est une commune française, située dans le département des Pyrénées-Atlantiques en région Nouvelle-Aquitaine.

## Géographie

### Localisation
La commune d'Arros-de-Nay se trouve dans le département des Pyrénées-Atlantiques, en région Nouvelle-Aquitaine.
Elle se situe à 15 km par la route de Pau, préfecture du département, et à 4 km de Nay, bureau centralisateur du canton d'Ouzom, Gave et Rives du Neez dont dépend la commune depuis 2015 pour les élections départementales.
La commune fait en outre partie du bassin de vie de Pau.
Les communes les plus proches sont : 
Saint-Abit (0,9 km), Bourdettes (1,0 km), Pardies-Piétat (1,9 km), Baudreix (2,5 km), Nay (2,9 km), Boeil-Bezing (2,9 km), Mirepeix (3,1 km), Baliros (3,5 km).
Sur le plan historique et culturel, Arros-de-Nay fait partie de la province du Béarn, qui fut également un État et qui présente une unité historique et culturelle à laquelle s’oppose une diversité frappante de paysages au relief tourmenté.

### Communes limitrophes
Les communes limitrophes sont  Asson, Baudreix, Boeil-Bezing, Bosdarros, Bourdettes, Bruges-Capbis-Mifaget, Haut-de-Bosdarros, Nay et Saint-Abit.
| Bosdarros         | Saint-Abit            | Boeil-Bezing, Baudreix |
| Haut-de-Bosdarros | Arros-de-Nay          | Bourdettes, Nay        |
|                   | Bruges-Capbis-Mifaget | Asson                  |

### Hydrographie

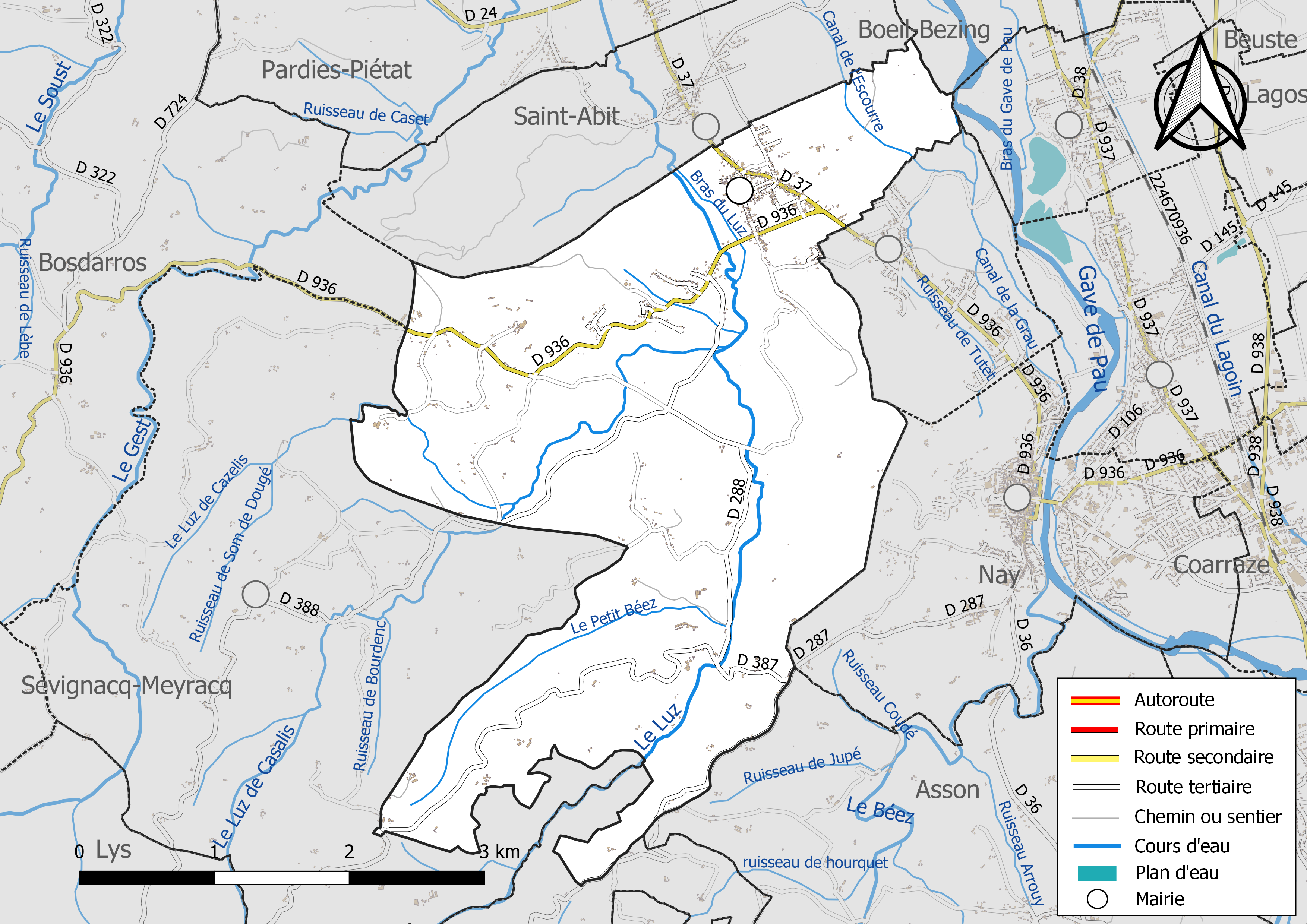
Réseaux hydrographique et routier d'Arros-de-Nay.

La commune est drainée par le Luz, le Luz de Casalis, un bras du Luz, Canal de la Grau, Canal de l'Escourre, le Luz de Cazelis, le Petit Béez, et par divers petits cours d'eau, constituant un réseau hydrographique de 16 km de longueur totale,.
Le Luz, d'une longueur totale de 15,2 km, prend sa source dans la commune de Lys et s'écoule du sud vers le nord. Il traverse la commune et se jette dans le gave de Pau à Assat, après avoir traversé 9 communes.

### Climat
Pour des articles plus généraux, voir Climat de la Nouvelle-Aquitaine et Climat des Pyrénées-Atlantiques.
Historiquement, la commune est exposée à un climat de montagne.  
En 2020, Météo-France publie une typologie des climats de la France métropolitaine dans laquelle la commune est toujours exposée à un climat de montagne et est dans la région climatique Pyrénées atlantiques, caractérisée par une pluviométrie élevée (>1 200 mm/an) en toutes saisons, des hivers très doux (7,5 °C en plaine) et des vents faibles.
Pour la période 1971-2000, la température annuelle moyenne est de 13 °C, avec une amplitude thermique annuelle de 13,9 °C. Le cumul annuel moyen de précipitations est de 1 349 mm, avec 11,5 jours de précipitations en janvier et 9,3 jours en juillet. Pour la période 1991-2020, la température moyenne annuelle observée sur la station météorologique la plus proche, située sur la commune de Bénéjacq à 6 km à vol d'oiseau, est de 13,4 °C et le cumul annuel moyen de précipitations est de 1 244,1 mm,. Pour l'avenir, les paramètres climatiques de la commune estimés pour 2050 selon différents scénarios d’émission de gaz à effet de serre sont consultables sur un site dédié publié par Météo-France en novembre 2022.

### Milieux naturels et biodiversité

#### Réseau Natura 2000
Le réseau Natura 2000 est un réseau écologique européen de sites naturels d'intérêt écologique élaboré à partir des Directives « Habitats » et « Oiseaux », constitué de zones spéciales de conservation (ZSC) et de zones de protection spéciale (ZPS).
Un site Natura 2000 a été défini sur la commune au titre de la « directive Habitats » : le « gave de Pau », d'une superficie de 8 194 ha, un vaste réseau hydrographique avec un système de saligues encore vivace,.

## Urbanisme

### Typologie
Au 1er janvier 2024, Arros-de-Nay est catégorisée commune rurale à habitat dispersé, selon la nouvelle grille communale de densité à sept niveaux définie par l'Insee en 2022.
Elle appartient à l'unité urbaine de Pau, une agglomération intra-départementale regroupant 55  communes, dont elle est une commune de la banlieue,,. Par ailleurs la commune fait partie de l'aire d'attraction de Pau, dont elle est une commune de la couronne,. Cette aire, qui regroupe 227 communes, est catégorisée dans les aires de 200 000 à moins de 700 000 habitants,.

### Occupation des sols

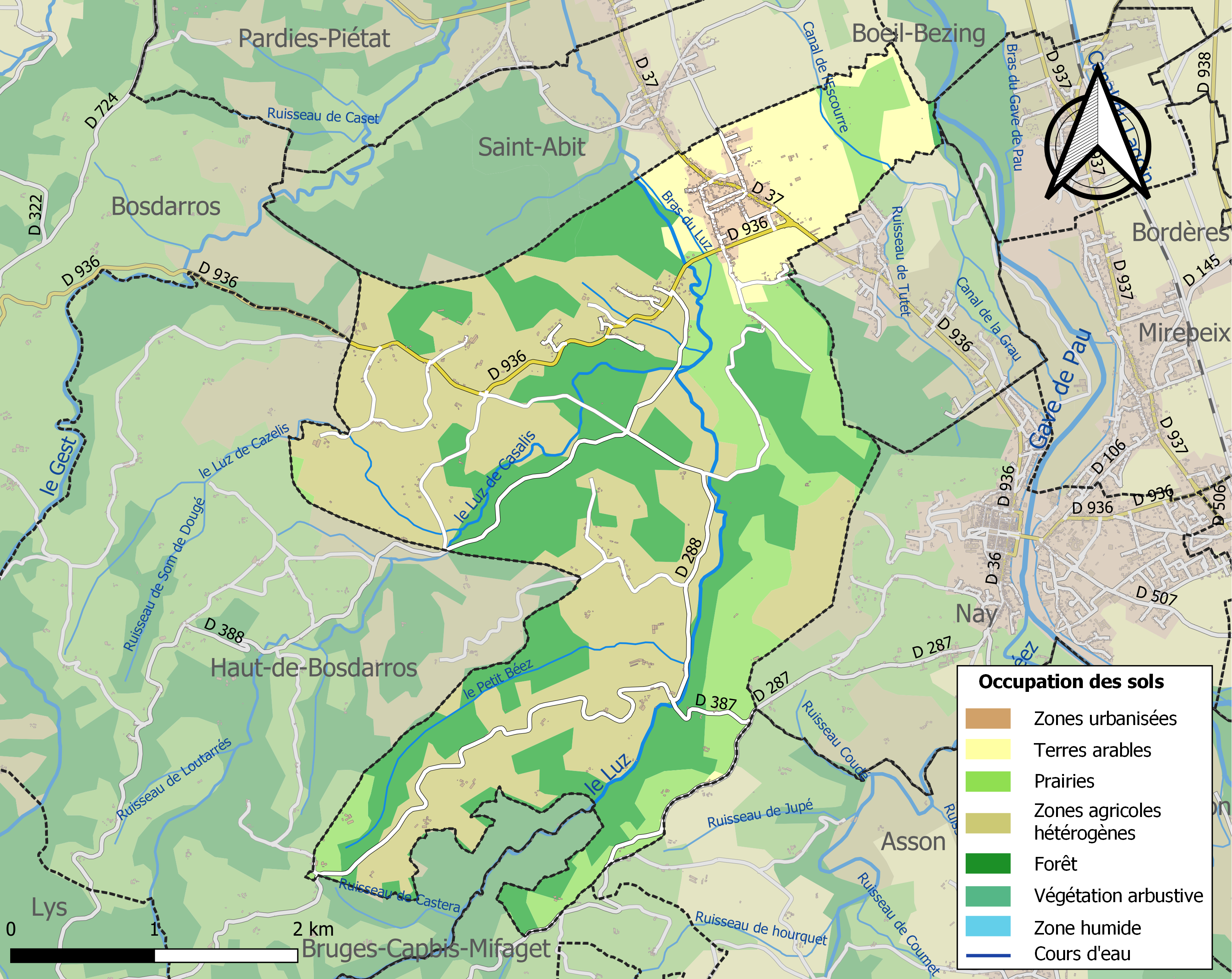
Carte des infrastructures et de l'occupation des sols de la commune en 2018 (CLC).

L'occupation des sols de la commune, telle qu'elle ressort de la base de données européenne d’occupation biophysique des sols Corine Land Cover (CLC), est marquée par l'importance des territoires agricoles (66,4 % en 2018), une proportion sensiblement équivalente à celle de 1990 (65,7 %). La répartition détaillée en 2018 est la suivante : 
zones agricoles hétérogènes (41,8 %), forêts (31,4 %), prairies (15,9 %), terres arables (8,6 %), zones urbanisées (2,2 %). L'évolution de l’occupation des sols de la commune et de ses infrastructures peut être observée sur les différentes représentations cartographiques du territoire : la carte de Cassini (XVIIIe siècle), la carte d'état-major (1820-1866) et les cartes ou photos aériennes de l'IGN pour la période actuelle (1950 à aujourd'hui).

### Lieux-dits et hameaux
- Allemand (colline)[6]
- Bacabara[6]
- Barbé[6]
- Barrère[6]
- Barthe[6]
- Bées[6],[24]
- Bégué[6]
- La Bernadie[6]
- Bié (bois de)[6],[24]
- Blanquet[6]
- Blon[6]
- Bouhabent[6]
- Bourda-Plà[6]
- Bouria[6]
- Bozom[6],[24]
- Brouquet[6]
- Brousset[6]
- Cabarry[6]
- Casamayou[6]
- Casenave[6]
- Castéra[6]
- Cataline[6]
- La Châtaigneraie (deux lieux-dits)[6]
- Grange Clédou[6]
- Couchies[6]
- Coumet[6]
- Daguès-Bié[6]
- Gahuset[6]
- Guillamasse[6]
- Habarna[6]
- Habe[6]
- Haure[6]
- Hourcade[6]
- Jupé[6]
- Labasserres[6]
- Labourie[6]
- Lacrouts[6]
- Ladebat[6]
- Lambrou[6]
- Lanot[6]
- Lasbordes[6]
- Lauga (bois de)[6]
- Lème Carraze[6]
- Lème Monlucou[6]
- Lolou[6]
- Grange Lolou[6]
- Lombré[6]
- Massaly (ruines)[6]
- Michelat[6]
- Grange Miramon[6]
- Moncaut (source de)[6]
- Mondaut[6]
- Grange Monsempès[6]
- Moun du Rey[6]
- Mourtérou[6]
- Nérios[6]
- Ourthe[6]
- L'Oustau[6]
- Paloc[6]
- Petit Paloc[6]
- Pareil[6]
- Pédemelou[6]
- Le Petit Hameau[6]
- Picourlat[6]
- Plà[6]
- Le Point de Vue[6]
- Porteteny[6]
- Rieupeyrous[6]
- Thomas[6]
- Toulet[6]
- Tourne (ruines)[6]

### Voies de communication et transports
La commune est desservie par les routes départementales D 37, D 288, D 387 et D 936.

### Risques majeurs
Le territoire de la commune d'Arros-de-Nay est vulnérable à différents aléas naturels : météorologiques (tempête, orage, neige, grand froid, canicule ou sécheresse), inondations et séisme (sismicité moyenne). Un site publié par le BRGM permet d'évaluer simplement et rapidement les risques d'un bien localisé soit par son adresse soit par le numéro de sa parcelle.
Certaines parties du territoire communal sont susceptibles d’être affectées par le risque d’inondation par une crue torrentielle ou à montée rapide de cours d'eau, notamment le Luz. La commune a été reconnue en état de catastrophe naturelle au titre des dommages causés par les inondations et coulées de boue survenues en 1982, 1997, 2007, 2008 et 2009,.

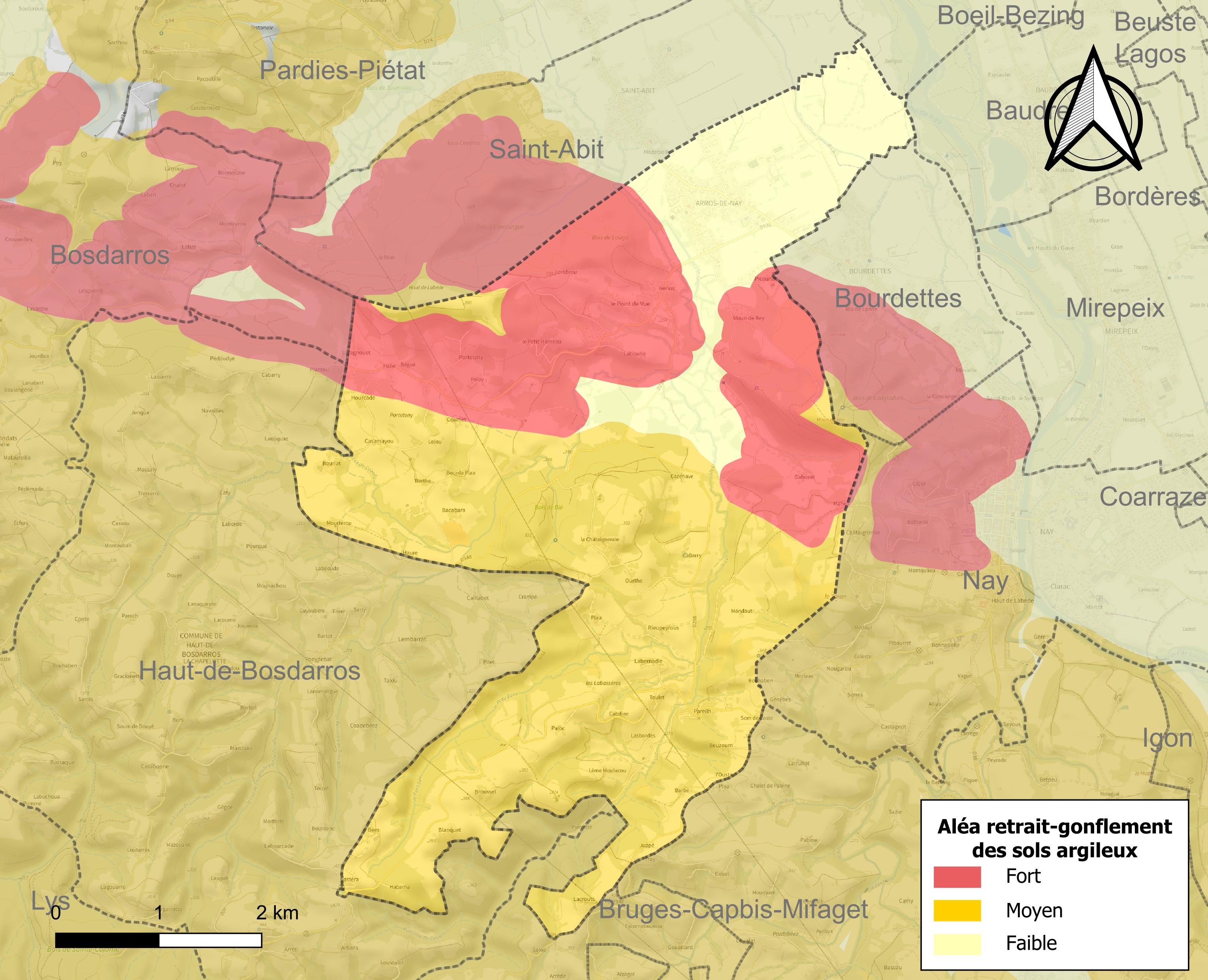
Carte des zones d'aléa retrait-gonflement des sols argileux d'Arros-de-Nay.

Le retrait-gonflement des sols argileux est susceptible d'engendrer des dommages importants aux bâtiments en cas d’alternance de périodes de sécheresse et de pluie. 83,1 % de la superficie communale est en aléa moyen ou fort (59 % au niveau départemental et 48,5 % au niveau national). Depuis le 1er octobre 2020, en application de la loi ELAN, différentes contraintes s'imposent aux vendeurs, maîtres d'ouvrages ou constructeurs de biens situés dans une zone classée en aléa moyen ou fort,.

## Toponymie
Le toponyme Arros apparaît sous les formes 
Arrossium (1100, titres de Mifaget), 
Arros (1120, Pierre de Marca)
Arrode et Rode (XIIe siècle pour ces deux formes, Pierre de Marca), 
B. d’Arros, sieur d’Arrode (1137, règlement de la Cour Major, Pierre de Marca), 
Arros (1286, cartulaire du château de Pau), et 
Arros sur la carte de Cassini (fin XVIIIe siècle). Michel Grosclaude, quoiqu'avec les plus grandes réserves, penche pour une racine aquitaine (h)arr (« pierre, rocher ») augmenté du suffixe -ossum, qui donnerait donc « endroit où il y a des rochers ». Mais on pensera aussi au mot arro, désignant un précipice ou encore le bassin d'une rivière.
Son nom béarnais est Arròs-de-Nai ou Arros-de-Nay.

### Microtoponymie
Bées est un hydronyme désignant le Petit Béez, déjà mentionné sous la graphie le Bée en 1675 (réformation de Béarn).
Bié est le nom d’une ferme dont mention est faite en 1385 sous la forme Bier (censier de Béarn).
Bozom est le nom d’une ferme d’Arros, qui apparaît sous les formes 
la Monyoge de Bosom (1536, réformation de Béarn) et 
Bouzoum (1863, dictionnaire topographique Béarn-Pays basque).
Le château d’Espalungue est mentionné dans le dictionnaire de 1863.
Laragnous (dictionnaire topographique Béarn-Pays basque) était une ferme d’Arros dont l’existence est attestée en 1385 (censier de Béarn) sous la graphie Laranhoet.
Le 27 janvier 1932, le préfet invoquant des méprises administratives consécutives à la pluralité des Arros dans le département, (Arros canton de Nay, Arros canton d'Oloron) décidait d'associer le nom du chef-lieu de canton à celui de la commune et demandait au conseil municipal d'entériner sa décision. Le conseil de l’époque s'exécuta.

## Histoire

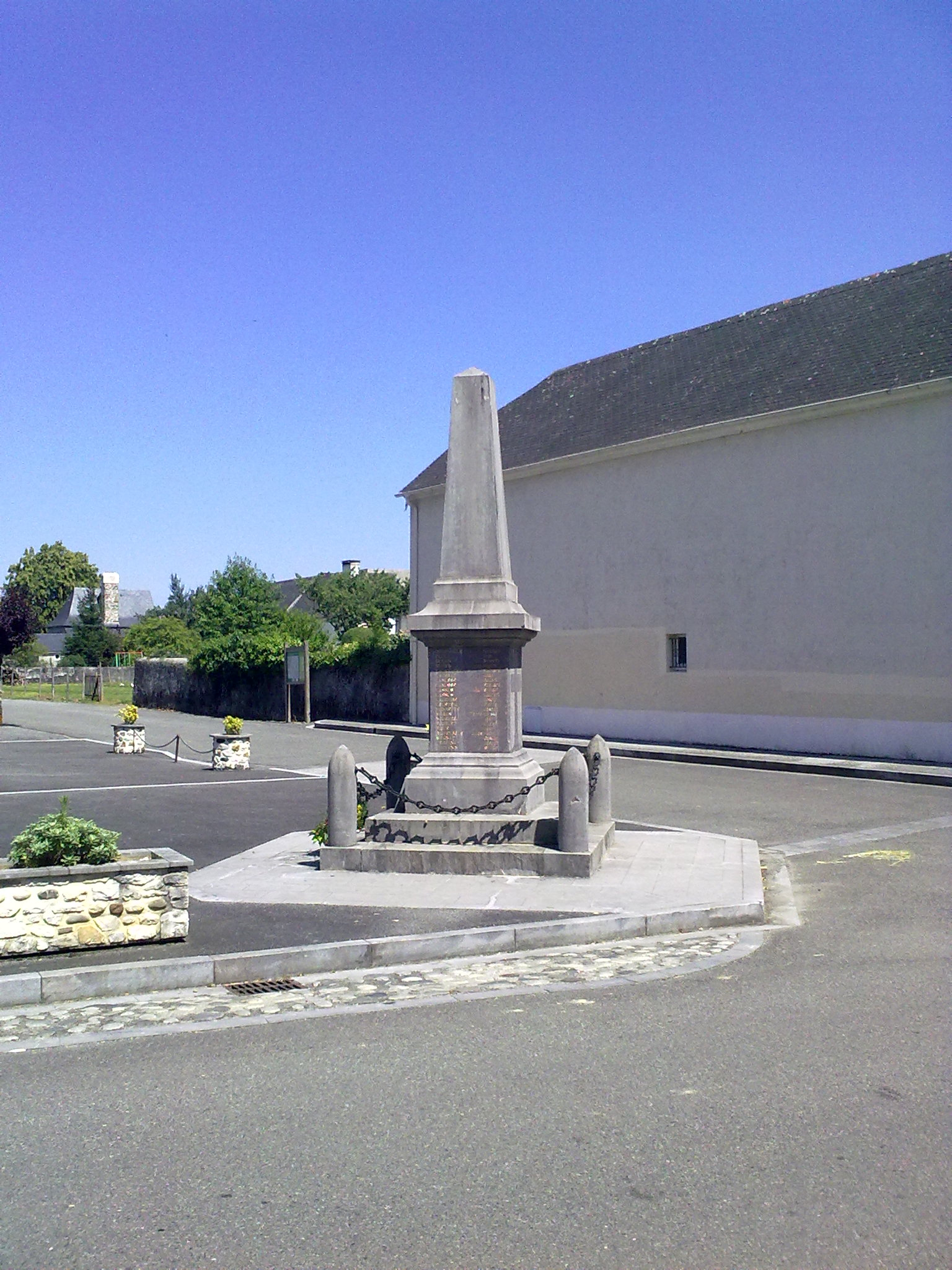
Le monument aux morts.

Les premières traces du village remontent au XIe siècle, cité sous le nom d’Arrossium ('lieu ou l’on trouve les rochers'). Au XIIe siècle, une famille noble (de Rode, d’Arrode puis d’Arros) qui possédait les seigneuries de Rode, Vauzé et la viguerie de Lembeye prit possession du fief qui devint par la suite Arrode puis Arros.
Paul Raymond note qu'en 1385, Arros comptait quarante-quatre feux et dépendait du bailliage de Pau. Arros, et ses hameaux jusqu’à Bosdarros ('bois d’Arros'), constituait en 1385, la septième des douze grandes baronnies du Béarn.
La famille d'Arros était l'une des douze grandes baronnies du Béarn, son fief était Arros-de-Nay. Jean-François d'Arros (1726-1791) commença sa carrière maritime comme garde de la marine dès 14 ans. Devenu capitaine d'artillerie en 1762, il devint capitaine de Frégate en décembre 1766. Jean-François commanda la marine de l'îsle de France (aujourd'hui Maurice, dans l'océan Indien) en 1770 et 1771 à l'époque où une expédition française visita les îles Seychelles. Commandée par Durosland et de la Biolière, l'expédition lui rendit hommage en donnant son nom à un atoll de 2,5 km². Arros, île au climat paradisiaque, à l’écart de la route des cyclones, va beaucoup faire parler d’elle en France car devenue la propriété privée de Liliane Bettencourt de 1999 à 2012.

## Politique et administration

### Liste des maires
| Période                                  | Période | Identité                         | Étiquette | Qualité                              |
| ---------------------------------------- | ------- | -------------------------------- | --------- | ------------------------------------ |
| 1793                                     | 1796    | Jean Laban dit Mousempez         |           |                                      |
| 1796                                     | 1799    | Jean Lassus                      |           |                                      |
| 1799                                     | 1802    | Jean Grilhere (fils) dit Grilhou |           |                                      |
| 1802                                     | 1805    | Joseph Miramon                   |           |                                      |
| 1805                                     | 1809    | Jean-Baptiste d'Espalungue       |           |                                      |
| 1835                                     |         | Miramon fils                     |           |                                      |
| 1867                                     | 1871    | Miramon                          |           |                                      |
| 1871                                     | 1882    | Suberbielle                      |           |                                      |
| 1882                                     | 1887    | Henri d'Espalungue               |           |                                      |
| 1887                                     | 1888    | Alexis Barrère                   |           |                                      |
| 1888                                     | 1896    | Marcel Miramon                   |           |                                      |
| 1896                                     | 1900    | Armand d'Espalungue              |           |                                      |
| 1900                                     | 1904    | Jean-Alexis Dufau                |           |                                      |
| 1904                                     | 1912    | Armand d'Espalungue              |           |                                      |
| 1912                                     | 1919    | Jean Dufau                       |           |                                      |
| 1919                                     | 1923    | Édouard Meniche                  |           |                                      |
| ?                                        | 1942    | M. Porte                         |           | Révoqué par le Gouvernement de Vichy |
| 1961                                     | 1977    | Léonce Fiol                      |           |                                      |
| 1977                                     | 1983    | Jean Buisson                     |           |                                      |
| 1983                                     | 1995    | Jean Berrette                    |           |                                      |
| 1995                                     | 2001    | André Broqué                     |           |                                      |
| 2001                                     | 2014    | Georges Bordenave                |           |                                      |
| 2014                                     | 2026    | Gérard d'Arros                   |           |                                      |
| Les données manquantes sont à compléter. |         |                                  |           |                                      |

### Intercommunalité
Arros-de-Nay appartient à cinq structures intercommunales :
- la communauté de communes du Pays de Nay ;
- le syndicat d’eau potable et d’assainissement du Pays de Nay ;
- le syndicat d'énergie des Pyrénées-Atlantiques ;
- le syndicat intercommunal de défense contre les inondations du gave de Pau ;
- le syndicat intercommunal de défense contre les inondations du Luz.

## Population et société

### Démographie
Les habitants sont appelés les Arrosiens,.
L'évolution du nombre d'habitants est connue à travers les recensements de la population effectués dans la commune depuis 1793. Pour les communes de moins de 10 000 habitants, une enquête de recensement portant sur toute la population est réalisée tous les cinq ans, les populations de référence des années intermédiaires étant quant à elles estimées par interpolation ou extrapolation. Pour la commune, le premier recensement exhaustif entrant dans le cadre du nouveau dispositif a été réalisé en 2006.

En 2022, la commune comptait 816 habitants, en évolution de +2,64 % par rapport à 2016 (Pyrénées-Atlantiques : +3,78 %, France hors Mayotte : +2,11 %).
| 1793  | 1800 | 1806  | 1821  | 1831  | 1836  | 1841  | 1846  | 1851  |
| ----- | ---- | ----- | ----- | ----- | ----- | ----- | ----- | ----- |
| 1 069 | 842  | 1 017 | 1 158 | 1 100 | 1 170 | 1 164 | 1 110 | 1 121 |

| 1856  | 1861  | 1866  | 1872  | 1876 | 1881 | 1886 | 1891 | 1896 |
| ----- | ----- | ----- | ----- | ---- | ---- | ---- | ---- | ---- |
| 1 124 | 1 164 | 1 104 | 1 007 | 965  | 986  | 928  | 903  | 932  |

| 1901 | 1906 | 1911 | 1921 | 1926 | 1931 | 1936 | 1946 | 1954 |
| ---- | ---- | ---- | ---- | ---- | ---- | ---- | ---- | ---- |
| 907  | 911  | 837  | 751  | 725  | 764  | 712  | 629  | 643  |

| 1962 | 1968 | 1975 | 1982 | 1990 | 1999 | 2006 | 2011 | 2016 |
| ---- | ---- | ---- | ---- | ---- | ---- | ---- | ---- | ---- |
| 605  | 582  | 681  | 816  | 817  | 728  | 728  | 815  | 795  |

| 2021 | 2022 | - | - | - | - | - | - | - |
| ---- | ---- | - | - | - | - | - | - | - |
| 800  | 816  | - | - | - | - | - | - | - |

Arros-de-Nay fait partie de l'aire d'attraction de Pau.

### Enseignement
Arros-de-Nay dispose d'une école primaire.

## Économie

### Revenus et fiscalité
En 2019, le revenu fiscal médian par ménage était de 22 160 € alors que la moyenne départementale s's'établissait à 22 110 €,.

### Emploi
En 2018, la population âgée de 15 à 64 ans s'élevait à 468 personnes, parmi lesquelles on comptait 74,0 % d'actifs dont 66,4 % ayant un emploi et 7.6 % étant au chômage.
On comptait alors 162 emplois dans la zone d'emploi, contre 182 en 2013. Le nombre d'actifs ayant un emploi résidant dans la zone d'emploi étant de 315, l'indicateur de concentration d'emploi est de 51.3 %, ce qui signifie que la zone d'emploi offre un nombre insuffisant d'emploi par rapport au nombre d'actifs. Ainsi, 80,7 % des actifs travaillaient en dehors de la commune en 2018 contre 79.8 en 2013, les déplacements se faisant en majorité par voiture, camion ou fourgonnette.

### Entreprises et commerces
Au 31 décembre 2019, Arros-de-Nay comptait 64 établissements : 14 dans la construction, 14 dans les activités spécialisées diverses, 9 dans le commerce-transports-services divers, 7 dans l'immobilier, 6 dans l'industrie, 5 dans l'administration, 1 dans les finances, 1 dans l'information-communication et 1 était relative au secteur des finances. En 2020, 11 entreprises ont été créées, dont 5 par des auto-entrepreneurs.

### Agriculture
En 2010, la commune comptait 39 exploitations agricoles contre 40 en 2000. La surface agricole utilisée moyenne par exploitation est de 21.8 hectares contre 17.5 à ces mêmes dates. La surface agricole totale occupe de 897 hectares soit 31,5 % du territoire.
Arros-de-Nay fait partie de la zone d'appellation de l'Ossau-Iraty.

## Culture locale et patrimoine

### Lieux et monuments

#### Patrimoine civil
Le château d'Arros date partiellement du XVIIe siècle. Son inscription par les monuments historiques date de 1988.

#### Patrimoine religieux

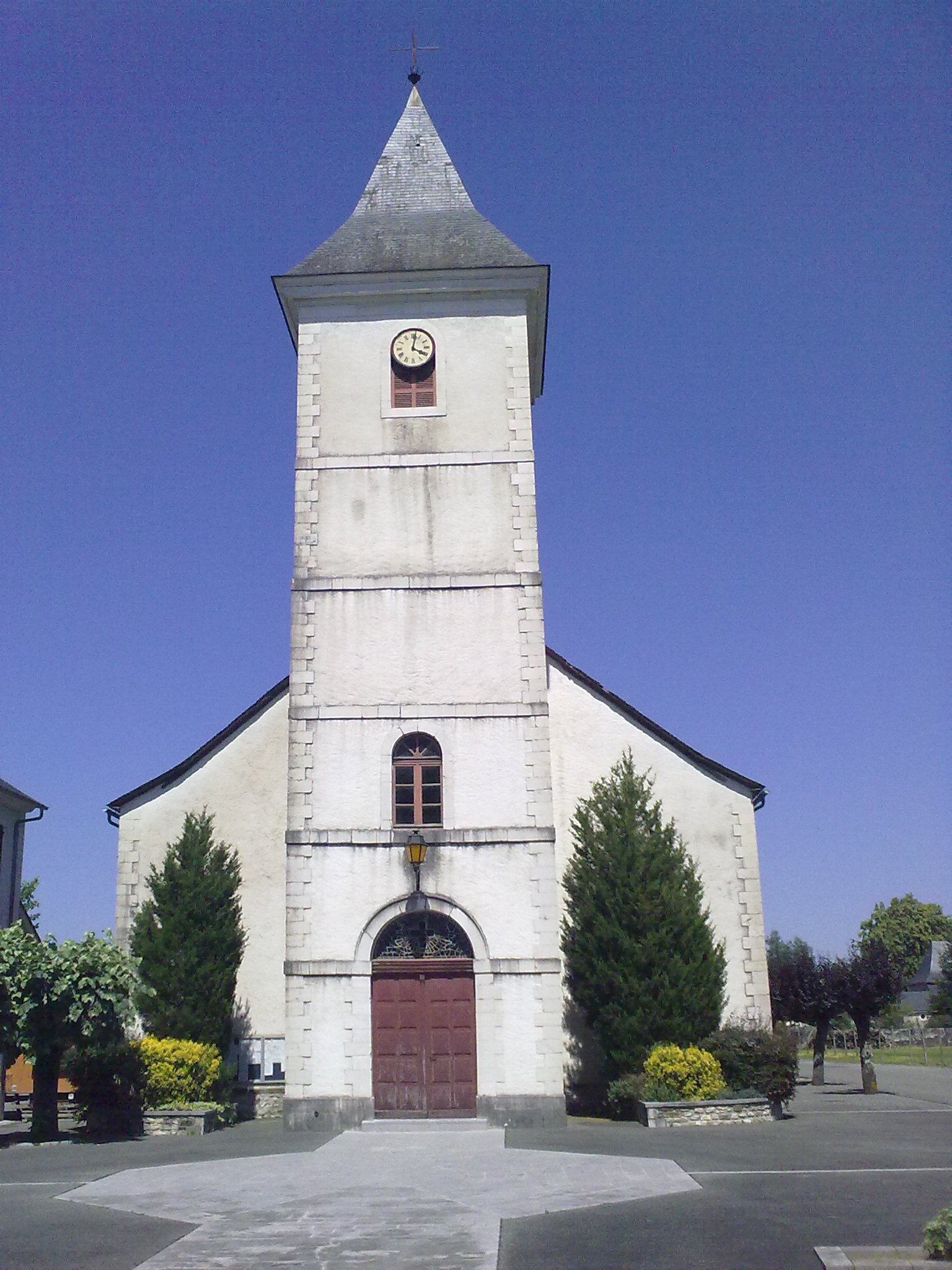
L'église Saint-Jacques-le-Majeur.

L'église Saint-Jacques-le-Majeur fut édifiée en 1835. Elle est inscrite à l'Inventaire général du patrimoine culturel.

### Personnalités liées à la commune
- Jean-François d'Arros d'Argelos  (1726-1791) officier de marine dont le nom Arros a été donné à une île des Seychelles.

### Héraldique
| Blason | Blasonnement : D'or à cinq losanges de sable ordonnées trois et deux. Commentaires : Chacune des fusées représente un des cinq quartiers : le Bourg (ou quartier du château), Moun de Rey, Bois de Bié, Les Labassères, le Petit Hameau,. |

## Pour approfondir